# Districtsraad (België)
De districtsraad is het volksvertegenwoordigend orgaan van de districten (deelgemeenten). In België is Antwerpen de enige gemeente waarvan de deelgemeenten een bestuurslaag vormen (zie: district in Antwerpen.)

## Voorgeschiedenis
Vóór 2000 werden de districtsraden gekozen door de leden van de Antwerpse gemeenteraad, op voordracht van de politieke partijen. Sinds 2000 worden de leden van de districtsraad om de 6 jaar rechtstreeks door de burgers verkozen. De verkiezingen vonden plaats op 8 oktober 2000, 8 oktober 2006, 14 oktober 2012, 14 oktober 2018 en 13 oktober 2024.
De grootte van de districtsraad bedraagt 2/3 van die van de gemeenteraad van een gemeente met hetzelfde inwoneraantal als het district. In de praktijk heeft de kleinste districtsraad 15 leden (district Berendrecht-Zandvliet-Lillo), de grootste heeft 33 leden (district Antwerpen).
Uit en door de districtsraad wordt het districtscollege gekozen (vóór 2007 districtsbureau genoemd). Dit bestaat uit de districtsvoorzitter en districtsschepenen (vroeger bureauleden of ondervoorzitters).

## Bevoegdheden
De districten hebben beslissingsbevoegdheid over sport-, jeugd-, cultuur- en seniorenbeleid. Ook over de communicatie van het district, de feestelijkheden en een gedeelte van de straat- en groenwerken kunnen de districtsorganen nu beslissingen nemen. Over de andere domeinen kan de districtsraad adviezen geven.

## Antwerpen
Antwerpen is sinds januari 2025 verdeeld in tien districten met elk zijn raad: Antwerpen, Berchem, Berendrecht-Zandvliet-Lillo, Borgerhout, Borsbeek, Deurne, Hoboken, Merksem en Wilrijk.

### Raadsleden
Het aantal raadsleden dat verkozen werd per district en per legislatuur:
| District                    | 2000 | 2006 | 2012 | 2018 | 2024 |
| --------------------------- | ---- | ---- | ---- | ---- | ---- |
| Antwerpen                   | 33   | 33   | 33   | 33   | 33   |
| Berchem                     | 23   | 23   | 25   | 25   | 25   |
| Berendrecht-Zandvliet-Lillo | 15   | 15   | 15   | 15   | 15   |
| Borgerhout                  | 23   | 25   | 25   | 25   | 25   |
| Borsbeek                    | -    | -    | -    | -    | 15   |
| Deurne                      | 27   | 27   | 29   | 29   | 29   |
| Ekeren                      | 19   | 19   | 19   | 21   | 21   |
| Hoboken                     | 21   | 21   | 23   | 23   | 25   |
| Merksem                     | 25   | 25   | 25   | 25   | 25   |
| Wilrijk                     | 23   | 23   | 23   | 25   | 27   |
| Totaal                      | 209  | 211  | 217  | 221  | 238  |

### Zetelverdeling per district in januari 2025
| District                    | Aantal zetels per partij | Aantal zetels per partij | Aantal zetels per partij | Aantal zetels per partij | Aantal zetels per partij | Aantal zetels per partij | Aantal zetels per partij | Aantal zetels per partij | Aantal zetels per partij |
| District                    | N-VA                     | Groen                    | sp.a                     | VB                       | PVDA                     | CD&V                     | Open Vld                 | D-SA                     | Totaal                   |
| --------------------------- | ------------------------ | ------------------------ | ------------------------ | ------------------------ | ------------------------ | ------------------------ | ------------------------ | ------------------------ | ------------------------ |
| Antwerpen                   | 10                       | 8                        | 4                        | 2                        | 3                        | 2                        | 3                        | 1                        | 33                       |
| Berchem                     | 9                        | 9                        | 9                        | 1                        | 2                        | 2                        | 2                        | -                        | 25                       |
| Berendrecht-Zandvliet-Lillo | 6                        | 4                        | 4                        | 4                        | 0                        | 1                        | 0                        | -                        | 15                       |
| Borgerhout                  | 6                        | 9                        | 3                        | 1                        | 4                        | 1                        | 1                        | -                        | 25                       |
| Borsbeek                    | -                        | -                        | -                        | -                        | -                        | -                        | -                        | -                        | 15                       |
| Deurne                      | 12                       | 5                        | 3                        | 4                        | 3                        | 1                        | 1                        | 0                        | 29                       |
| Ekeren                      | 9                        | 3                        | 2                        | 4                        | 1                        | 1                        | 1                        | -                        | 23                       |
| Hoboken                     | 8                        | 3                        | 3                        | 4                        | 3                        | 1                        | 0                        | 1                        | 23                       |
| Merksem                     | 11                       | 3                        | 3                        | 4                        | 1                        | 2                        | 1                        | 0                        | 25                       |
| Wilrijk                     | 10                       | 4                        | 2                        | 3                        | 2                        | 2                        | 2                        | 0                        | 27                       |
| Totaal                      | 81                       | 48                       | 33                       | 27                       | 21                       | 13                       | 11                       | 2                        | 225                      |

De grootste partij staat in kleur.